# XIII edició dels Premis Sur
La XIII edició dels Premis Sur, correspon als entregats per l'Academia de las Artes y Ciencias Cinematográficas de la Argentina a les millors produccions cinematogràfiques argentines estrenades entre l'1 d'octubre de 2017 i el 30 de setembre de 2018. La cerimònia de premis va ser realitzada el 23 de setembre de 2019 al Centro Cultural 25 de Mayo. i fou presentada per Gabriela Radice.
Les produccions més nominades foren El Ángel amb 13 -va obtenir 7 premis-, Rojo amb 10 -va rebre 5-, El amor menos pensado amb 6 -no va rebre premis- i El motoarrebatador amb 5 -en va rebre 1-.

## Premis i nominacions múltiples
| Pel·lícula                       | Nominacions | Premis |
| -------------------------------- | ----------- | ------ |
| El Ángel                         | 13          | 7      |
| Rojo                             | 10          | 5      |
| El amor menos pensado            | 6           | 0      |
| El motoarrebatador               | 5           | 1      |
| La noche de 12 años              | 4           | 1      |
| Joel                             | 4           | 0      |
| Yo soy así, Tita de Buenos Aires | 3           | 0      |
| Piazzolla, los años del tiburón  | 2           | 1      |
| El último traje                  | 2           | 0      |
| Familia sumergida                | 2           | 1      |
| La cama                          | 2           | 0      |
| Animal                           | 2           | 0      |

## Nominats
Els films nominats són els següents:
| Millor Pel·lícula | Millor Direcció |  |
| --- | --- |  |
| - El Ángel - Joel - La noche de 12 años - Rojo | - Luis Ortega — El Ángel - Agustín Toscano — El motoarrebatador - Álvaro Brechner — La noche de 12 años - Benjamín Naisshtat — Rojo                                                         |  |
| Millor Ópera Prima | Millor Pel·lícula Documental |  |
| - El amor menos pensado - La reina del miedo - Los Corroboradores - El motoarrebatador                                                                                           | - El camino de Santiago - La boya - Las cinéphilas - Piazzolla, los años del tiburón |  |
| Millor Actriu | Millor Actor |  |
| - Mercedes Morán - Familia sumergida - Antonella Costa — Dry Martina - Mercedes Funes — Yo soy así, Tita de Buenos Aires - Liliana Juárez — El motoarrebatador                   | - Darío Grandinetti — Rojo - Chino Darín — El Ángel - Lautaro Delgado — Unidad XV - Miguel Ángel Solá — El último traje                                                                     |  |
| Millor Actriu de Repartiment | Millor Actor de Repartiment |  |
| - Mercedes Morán — El Ángel - Inés Estévez — Acusada - Andrea Frigerio — Rojo - Andrea Politti — El amor menos pensado                                                           | - Daniel Fanego — El Ángel - Diego Cremonesi — Rojo - Claudio Martínez Bel — Rojo - Luis Rubio — El amor menos pensado                                                                      |  |
| Millor Actriu Revelació | Millor Actor Revelació |  |
| - Mercedes Funes — Yo soy así, Tita de Buenos Aires - Sandra Sandrini — La cama - Mora Arenillas — Invisible - Camila Plaate —El motoarrebatador                                 | - Lorenzo Ferro — El Ángel - Alejo Mango — La cama - Joel Noguera — Joel - Walter Rodríguez — Marilyn                                                                                       |  |
| Millor Guió Original | Millor Guió Adaptat |  |
| - Juan Vera i Daniel Cúparo — El amor menos pensado - Luis Ortega, Rodolfo Palacios i Seguio Olguin — El Ángel - Agustín Toscano — El motoarrebatador - Benjamín Naishtat — Rojo | - Nicolás Gil Lavedra i Emiliano Torres — Las grietas de Jara - Álvaro Brechner — La noche de 12 años - Fernanda Ribeiz — Natacha, la pel·lícula - Andrés Aloi y Martino Zaidelis — Re loca |  |
| Millor Fotografia | Millor Muntatge |  |
| - Javier Juliá — Animal - Julián Apezteguía — Joel - Iván Gierasinchuck — El Ángel - Hugo Colace — Yo soy así, Tita de Buenos Aires                                              | - Guillermo Gatti — El Ángel - Anabela Lattanzio — Mi obra maestra - Alejandro Carrillo Penovi — Piazzolla, los años del tiburón - Andrés Quaranta — Rojo                                   |  |
| Millor Direcció d’Art | Millor Disseny de Vestuari |  |
| - Mercedes Alfonsín — El amor menos pensado - Julia Freid — El Ángel - Mariela Rípodas — Familia sumergida - Laura Musso — La noche de 12 años                                   | - Mónica Toschi — El amor menos pensado - Julio Suárez — El Ángel - Motse Sancho — El último traje - Jam Monti — Rojo                                                                       |  |
| Millor So | Millor Maquillatge i Caracterització |  |
| - Guido Berenblum — Acusada - José Luis Díaz — El Ángel - Fernando Ribero — Rojo - Jorge Stavrópulos — Te esperaré                                                               | - Alberto Moccia — Animal - Marcos Berta — Aterrados - Marisa Amenta — El Ángel - Almudena Fonseca — La noche de 12 años                                                                    |  |
| Millor Música Original | |  |
| - Pedro Onetto — Animal - Gabriel Fernández Capello — La reina del miedo - Emilio Kauderer i Alejandro Kauderer — Mi obra maestra - Pablo Borghi — No llores por mí, Inglaterra  | |  |

## Guardons especials
Es va atorgar una Distinció d'Honor al director Manuel Antín i un Premi d'Honor a l'actriu, directora de teatre i expresidenta de l'Acadèmia de Cinema, Norma Aleandro. Per una altra part, es va anunciar que la pel·lícula La odisea de los giles era elegida per competir pels Premis Oscar.